# Xilian, Wujiang
Xilian är en köping i sydöstra Kina. Den ligger i stadsdistriktet Wujiang i staden Shaoguan i provinsen Guangdong, omkring 180 kilometer norr om provinshuvudstaden Guangzhou. Antalet invånare är 30 451. Befolkningen består av 16 999 kvinnor och 13 452 män. Barn under 15 år utgör 12,0 %, vuxna 15-64 år 83 %, och äldre över 65 år 4,0 %.